# Gradowice
Gradowice [pronunciación en polaco: /ɡradɔˈvit͡sɛ/] es un pueblo ubicado en el distrito administrativo de Gmina Wielichowo, dentro del distrito de Grodzisk Wielkopolski, Voivodato de Gran Polonia, en el oeste de Polonia central. Se encuentra aproximadamente a 6 kilómetros al norte de Wielichowo, a 8 kilómetros al sur de Grodzisk Wielkopolski, y a 47 kilómetros al suroeste de la capital regional Poznan.